# Nikolaj Veje Rasmussen
Nikolaj Veje Rasmussen (født 16. januar 1991 i Aarhus) var en dansk håndboldspiller, der spillede for Århus Håndbold i Håndboldligaen.
Han stoppede sin håndbold karriere som 24 årig for at blive iværksætter